# Linden (Suiza)
Linden es una comuna suiza del cantón de Berna, situada en el distrito administrativo de Berna-Mittelland. Limita al norte con las comunas de Freimettigen, Niederhünigen, Oberhünigen y Bowil, al este con Röthenbach im Emmental, al sur con Buchholterberg, y al oeste con Oberdiessbach.
Hasta el 31 de diciembre de 2009 situada en el distrito de Konolfingen.

## Personalidades
- Thomas Lüthi, nacido el 6 de septiembre de 1986. Campeón mundial de motociclismo en 125 cc en 2005.